# Bank of the West Classic 2014 - Qualificazioni singolare
Le qualificazioni del singolare  del Bank of the West Classic 2014 sono state un torneo di tennis preliminare per accedere alla fase finale della manifestazione. I vincitori dell'ultimo turno sono entrati di diritto nel tabellone principale. In caso di ritiro di uno o più giocatori aventi diritto a questi sono subentrati i lucky loser, ossia i giocatori che hanno perso nell'ultimo turno ma che avevano una classifica più alta rispetto agli altri partecipanti che avevano comunque perso nel turno finale.

## Teste di serie
1. Aleksandra Wozniak (ultimo turno)
2. Kateřina Siniaková (primo turno)
3. Mirjana Lučić-Baroni (primo turno)
4. Alla Kudrjavceva (primo turno)
5. Paula Kania (qualificata)

1. Sachia Vickery (qualificata)
2. Petra Martić (ultimo turno)
3. Xu Yifan (ritirata)
4. Marina Shamayko (ultimo turno)

## Qualificati
1. Sachia Vickery
2. Carol Zhao

1. Paula Kania
2. Naomi Ōsaka

## Tabellone

### Legenda
| - Q = Qualificato - WC = Wild card - LL = Lucky loser | - ALT = Alternate - SE = Special Exempt - PR = Protected Ranking | - w/o = Walkover - r = Ritirato - d = Squalificato |

### Sezione 1
|  | Primo turno | Primo turno        | Primo turno        | Primo turno | Primo turno |  |  | Ultimo turno | Ultimo turno       | Ultimo turno       | Ultimo turno | Ultimo turno |  |
|  |             |                    |                    |             |             |  |  |              |                    |                    |              |              |  |
|  | 1           | Aleksandra Wozniak | Aleksandra Wozniak | 7           | 6           |  |  |              |                    |                    |              |              |  |
|  | WC          | Caroline Doyle     | Caroline Doyle     | 5           | 3           |  |  | 1            | Aleksandra Wozniak | Aleksandra Wozniak | 4            | 1            |  |
|  | WC          | Michaela Gordon    | Michaela Gordon    | 4           | 1           |  |  | 6            | Sachia Vickery     | Sachia Vickery     | 6            | 6            |  |
|  | 6           | Sachia Vickery     | Sachia Vickery     | 6           | 6           |  |  |              |                    |                    |              |              |  |

### Sezione 2
|  | Primo turno | Primo turno        | Primo turno | Primo turno | Primo turno |  |  | Ultimo turno | Ultimo turno    | Ultimo turno | Ultimo turno | Ultimo turno |  |
|  |             |                    |             |             |             |  |  |              |                 |              |              |              |  |
|  | 2           | Kateřina Siniaková | 7           | 4           | 63          |  |  |              |                 |              |              |              |  |
|  | WC          | Carol Zhao         | 5           | 6           | 7           |  |  | WC           | Carol Zhao      | 6            | 1            | 6            |  |
|  | Alt         | Mari Osaka         | 6           | 3           | 3           |  |  | 9            | Marina Shamayko | 1            | 6            | 4            |  |
|  | 9           | Marina Shamayko    | 2           | 6           | 6           |  |  |              |                 |              |              |              |  |

### Sezione 3
|  | Primo turno | Primo turno          | Primo turno          | Primo turno | Primo turno |  |  | Ultimo turno | Ultimo turno      | Ultimo turno      | Ultimo turno | Ultimo turno |  |
|  |             |                      |                      |             |             |  |  |              |                   |                   |              |              |  |
|  | 3           | Mirjana Lučić-Baroni | Mirjana Lučić-Baroni | 2           | 68          |  |  |              |                   |                   |              |              |  |
|  | WC          | Raquel Kops-Jones    | Raquel Kops-Jones    | 6           | 710         |  |  | WC           | Raquel Kops-Jones | Raquel Kops-Jones | 4            | 1            |  |
|  |             | Dar'ja Gavrilova     | 6                    | 3           | 4           |  |  | 5            | Paula Kania       | Paula Kania       | 6            | 6            |  |
|  | 5           | Paula Kania          | 3                    | 6           | 6           |  |  |              |                   |                   |              |              |  |

### Sezione 4
|  | Primo turno | Primo turno            | Primo turno            | Primo turno | Primo turno |  |  | Ultimo turno | Ultimo turno | Ultimo turno | Ultimo turno | Ultimo turno |  |
|  |             |                        |                        |             |             |  |  |              |              |              |              |              |  |
|  | 4           | Alla Kudrjavceva       | 4                      | 6           | 1           |  |  |              |              |              |              |              |  |
|  |             | Naomi Ōsaka            | 6                      | 3           | 6           |  |  |              | Naomi Ōsaka  | 64           | 6            | 6            |  |
|  |             | Arantxa Parra Santonja | Arantxa Parra Santonja | 4           | 2           |  |  | 7            | Petra Martić | 7            | 4            | 1            |  |
|  | 7           | Petra Martić           | Petra Martić           | 6           | 6           |  |  |              |              |              |              |              |  |